# Figuration libre
 (avril 2010).
Si vous disposez d'ouvrages ou d'articles de référence ou si vous connaissez des sites web de qualité traitant du thème abordé ici, merci de compléter l'article en donnant les références utiles à sa vérifiabilité et en les liant à la section « Notes et références ».
La figuration libre est un mouvement artistique du début des années 1980, apparu dans un contexte d'art « sérieux », minimaliste et conceptuel.

## Introduction historique
Créateur des principales manifestations artistiques réunissant les artistes fondateurs de la figuration libre, Hervé Perdriolle est considéré comme le promoteur de ce mouvement ainsi que Bernard Lamarche-Vadel qui réunit les auteurs de la figuration libre dans une célèbre exposition, « Finir en beauté ».
Ce mouvement, très médiatisé dans les années 1980, s'est constitué autour de figures marquantes comme Robert Combas, Hervé Di Rosa, Richard Di Rosa, Rémi Blanchard, François Boisrond, Louis Jammes, Catherine Viollet, Pascal Le Gras, Olivier Costa. 
Entre 1982 et 1985, ces artistes exposent à plusieurs reprises avec leurs homologues américains : Keith Haring, Jean-Michel Basquiat, Kenny Scharf, Tseng Kwong Chi, Samantha McEwen et, entre autres, Crash,(expositions à New York, Londres, Pittsburgh, Paris…). En 1985, le mouvement est représenté à la Biennale de Paris.
Dans plusieurs pays, de jeunes artistes proposent une peinture figurative et colorée. Néo-expressionnistes ou Nouveaux Fauves en Allemagne, Trans-avant-garde en Italie, Bad Painting aux États-Unis avec Julian Schnabel, figuration libre en France. Celle-ci s’inscrit dans le prolongement d’artistes et de mouvements historiques dont la spécificité a été l'ouverture à des formes d’expression marginalisées, comme le cubisme s'était ouvert à l’art africain et océanien, l' art brut aux dessins d’enfants et à l’art des fous, le pop art à la publicité et à la bande dessinée.
Les artistes de la figuration libre ont, à travers leurs œuvres, pris la « liberté » de faire « figurer » toutes formes d’art sans frontière de genre culturel et d’origine géographique, sans hiérarchie de valeurs entre haute et sous-culture. Leurs œuvres convient tour à tour, les beaux-arts et les arts appliqués, l’art brut et l’art cultivé, l’art occidental et non occidental.
Cette nouvelle génération de peintres est animée par un enthousiasme et une désinvolture qui contrastent avec la sévérité des années 1970 (art minimal et conceptuel, Arte povera, Supports/Surfaces, etc.). Cependant, à la différence de la Transavangardia italienne et des néo-expressionnistes allemands, ces peintres ne se réfugient dans aucune nostalgie. Ils s'inscrivent sans honte ni culpabilité dans l'actualité de leur temps, avec un style coloré, graphique et simplifié inspiré de la bande dessinée, de la science-fiction, des dessins d'enfants et de la culture des banlieues. Les artistes de la figuration libre restent cependant moins influencés par les graffitis que les Américains. Leur peinture fait davantage référence aux « arts populaires » : monstres et robots pour Di Rosa ; art brut et imagerie arabe et africaine pour Combas ; contes et légendes, cirque pour Blanchard ; publicité et objets industriels pour Boisrond.

## Chronologie[3]

### Années 1970
Robert Combas et Hervé Di Rosa fréquentent les ateliers de dessins de l'école municipale des Beaux-Arts de Sète, dont ils sont tous deux originaires. Ils ne se connaissent pas encore. Des plasticiens, tels que Pierre François, pratiquent alors à Sète même une figuration débridée sur des supports aussi divers que des costumes, des pavois de joute, des toiles classiques ou des cartes postales. En 1976, Combas, les frères Di Rosa et Catherine Brindel (dite Ketty) se lient d'amitié autour du mouvement punk. Ketty Brindel, Robert Combas et Richard (« Buddy ») Di Rosa fondent « Les Démodés », un groupe rock. En 1978, Hervé Di Rosa est admis à l'École nationale supérieure des arts décoratifs où il fait la connaissance de François Boisrond. L'année suivante, Hervé Di Rosa, Robert Combas et Ketty Brindel créent Bato, journal tiré à cent exemplaires qui dure quatre numéros. Il est constitué de collages, d'objets sous plastique, de photocopies. En 1980, Hervé publie dans Charlie Mensuel, Libération et Marie-Claire.

### 1980
- Combas expose pour la première fois, à la galerie Errata de Montpellier.
- Il est invité par Bernard Ceysson (directeur du musée d'art et d'industrie de Saint-Étienne) à participer à l'exposition « Après le classicisme ».

### 1981
- Robert Combas et Hervé di Rosa font leurs premières expositions internationales à la Galerie Eva Keppel à Düsseldorf et à la Galerie Swart à Amsterdam.
- Le critique d'art Bernard Lamarche-Vadel organise dans son loft parisien l'exposition « Finir en beauté »[4] à laquelle participent Di Rosa, Boisrond et Combas, ainsi que Jean-Michel Alberola, Jean-Charles Blais, Jean-François Maurige, Catherine Viollet et Rémi Blanchard.
- Toujours en 1981, Ben, qui crée pour l'occasion l'expression « figuration libre »[5], organise à Nice l'exposition « 2 Sétois à Nice : Ben expose Robert Combas et Hervé Di Rosa ».
- D'autres expositions sont organisées : en octobre 1981, « To end in a Believe of Glory ou le Paris australien » est présentée par Hervé Perdriolle à l'Espace des Blancs Manteaux à Paris, avec Combas, Blanchard, Boisrond, Di Rosa, C. Viollet.
- Exposition « Ateliers 81-82 », avec Combas, Di Rosa au Musée d'art moderne de la ville de Paris.

### 1982
- Le critique Otto Hahn organise l'exposition « Statements New York 82. Leadinq contemporary artists from France » à New York, où apparaissent Blanchard, Combas, Di Rosa, Boisrond, qui pour l'occasion rencontrent Keith Haring, Tseng Kwong Chi, Kenny Scharf, etc.
- Sur une idée de Ben, Marc Sanchez organise l'exposition « L'Air du Temps. Figuration libre en France » à la galerie d'art contemporain de Nice. Une quinzaine d'artistes y participent.
- Combas expose chez Yvon Lambert, Hervé Di Rosa à la galerie Gillepsie-Laage-Salomon.
- La galerie Swart à Amsterdam organise l'exposition « Figuration libre ».

### 1983
- « Figures imposées Hiver 83 » à l'ELAC (Espace lyonnais d'art contemporain) réunit dix-sept artistes dont Blanchard, Boisrond, Combas et Di Rosa.
- Importante exposition « Blanchard, Boisrond, Combas, Di Rosa » au musée de Groningue à Groningue.
- Di Rosa et Boisrond obtiennent une bourse de résidence et séjournent à New York.
- Premières expositions personnelles à New York de Combas à la galerie Leo Castelli, de Boisrond chez Annina Nosei et de Hervé Di Rosa chez Barbara Gladstone, puis chez Tony Shafrazi où il réalise avec Buddy sa première grande installation.
- Première monographie d'Hervé Di Rosa à l'occasion de son exposition personnelle à Paris chez Gillepsie-Laage-Salomon.
- Exposition « Images de la France, Bilder aus Frankreich » organisée à Innsbrück par la galerie Krinzinger.

### 1984
- Première grande exposition personnelle de Combas à la galerie I'ARCA, à Marseille, à l'occasion de laquelle est publiée la première monographie de l'artiste. Avec son frère cadet Richard, dit « Buddy », Hervé Di Rosa transforme la Robert Frazer Gallery de Londres en un monumental « Dirozoo », par la suite reconstitué à I'ARC.
- François Boisrond et Keith Haring participent, dans le cadre des 24 Heures du Mans, à une performance organisée par les membres de l'association mancelle Art Provisoire et Hervé Perdriolle.
- Hervé Di Rosa et François Boisrond participent à l'exposition « French Spirit Today » présentée à l'USC Fischer Art Gallery de Los Angeles et au musée d'art contemporain de La Jolla puis à la biennale de Sydney en Australie.
- New Attitudes, Paris-New York au Center for the Arts de Pittsburgh. Exposition organisée par Sandy Deitch et Tseng Kwong Chi avec Kenny Sharf, Louis Jammes, Rémi Blanchard, Tseng Kwong Chi, Dan Friedman, Hervé Di Rosa, Keith Haring et Samantha McEwen.
- Ouverture de la première boutique L'Art modeste, rue Beaubourg à Paris par Hervé et Richard Di Rosa associés à Hervé Perdriolle. Tous les personnages de Di Rosa sont transformés en figurines ou reproduits sur toutes sortes de produits dérivés.
- Au Musée d'art moderne de la ville de Paris, l'exposition « 5/5 : figuration libre, France-USA » (organisée par Otto Hahn et Hervé Perdriolle) orchestre la confrontation des œuvres de Basquiat, Blanchard, Boisrond, Combas, Crash, les Di Rosa, Haring, Jammes, Tseng Kwong Chi et Scharf.

### 1985
- Première rétrospective de Robert Combas au musée de l'abbaye Sainte-Croix des Sables-d'Olonne, présentée par la suite au Gemeente Museum d'Helmond et en 1986 au musée d'art et d'industrie de Saint-Étienne.
- Exposition personnelle de Boisrond au CAPC musée d'art contemporain de Bordeaux.
- Hervé Di Rosa réalise l'affiche et la couverture du catalogue de la Biennale de Paris.
- Lauréat d'une bourse « Villa Médicis hors les murs », Rémi Blanchard séjourne huit mois à New York (atelier PS1).

### 1986
- Exposition « Les Piliers de La Coupole », initiée par la galerie Beau Lézard, où Combas, Hervé Di Rosa, Keith Haring, Blanchard, entre autres, sont soumis à une compétition pour remplacer l'une des fresques endommagée de 1927 des piliers, laquelle sera remportée par Ricardo Mosner.

### 1987
- Combas, Boisrond, Hervé Di Rosa et Blanchard réalisent une fresque à l'occasion du 40e anniversaire de la cave de la coopérative de vins de Cahors, les Côtes d'Olt.
- En juin 1987, à l'occasion du 10e anniversaire du Centre Pompidou, l'exposition "Free Art, l'année Beaubourg" réunit 95 artistes au "Free-Time" de la rue Saint-Martin, à Paris, dont Robert Combas, François Boisrond, Rafael Gray, Miss Tic, SP 38, les VLP, Jérôme Mesnager, Paëlla Chimicos, Frédéric Voisin, Ody Saban, Jef Aérosol, Jean Starck, Banlieue-Banlieue, Pascal Barbe, Lolochka, Daniel Baugeste, Henri Schurder, Epsylon Point, Daniel Cueva…

### 1988
- Publication par Combas, Hervé et Richard Di Rosa et Blanchard du petit livre Les Rita Mitsouko illustrés paru aux éditions Virgin.

### 2000
- Fondation par Hervé et Richard Di Rosa du Musée international des arts modestes (MIAM) à Sète.

## Rétrospective
En 2015, La figuration Libre, historique d'une aventure, Combas, Di Rosa, Blanchard, Boisrond, Basquiat, Haring... au Musée Paul Valéry à Sète (catalogue).
En 2017, l'exposition « Libres figurations, années 1980 », du Fonds Hélène et Édouard Leclerc pour la culture à Landerneau propose un panorama de La figuration libre en France et des différents mouvements contemporains des années 1980 à travers le monde comme les Nouveaux Fauves allemands, la scène new-yorkaise, les artistes soviétiques (catalogue).
Des artistes contemporains continuent d'être influencés et imprégnés par la Figuration libre, notamment dans le Sud de la France. Il est possible de citer Combas, Cavalier ou encore Di Rosa.